# 松浦大桥 (哈尔滨)
松浦大桥位于中国黑龙江省哈尔滨市，是跨越松花江的一座斜拉桥。2008年5月25日动工，2008年7月19日全面开工，2010年10月13日通车。大桥北端与松北区的松浦大道连接；南端与道外区的道外二十道街相接。
大桥全长4027米，宽40米，双向8车道，设计时速70km/h。

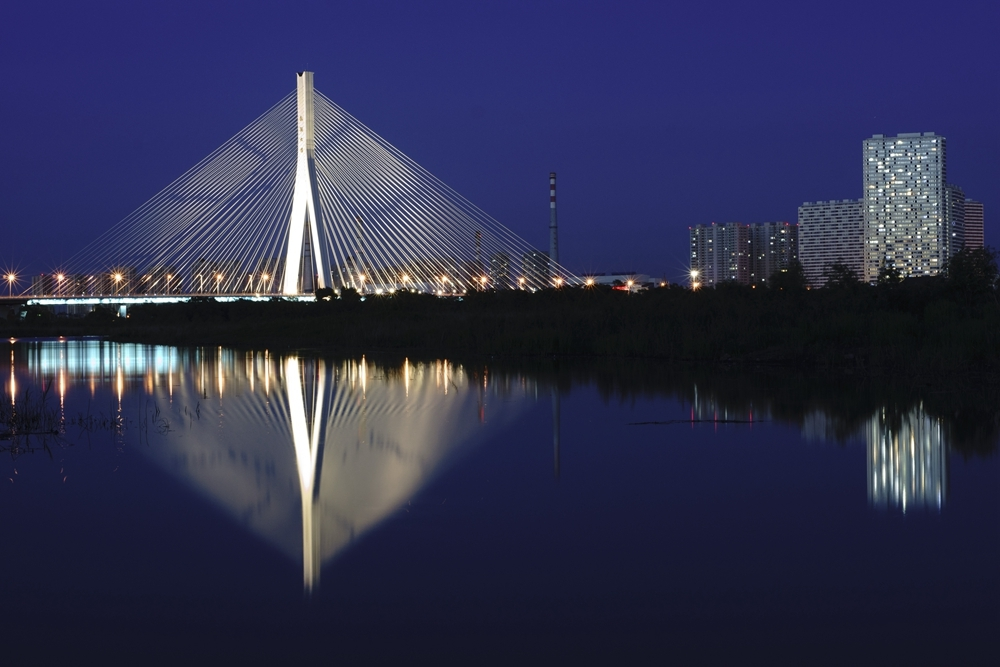
夜景